# 电击文库：零境交错
《电击文库：零境交错》（英語：Crossing Void）是经日本角川集团旗下的电击文库官方正版授权，由SEGA与91Act联合开发，中国大陆服由腾讯旗下“极光计划”（即极光游戏）独家代理并运营的2D卡牌手机游戏。

## 运营历史

### 中国大陆
目前该款手游在2018年8月1日前暂时只有Android平台，且已于2018年1月19日—1月26日期间举行代号为“‘封弊者’集结α”的删档测试（一测），4月20日开始进行为期32天时间且代号为“‘封弊者’集结β”的删档测试（二测），8月1日開放iOS平台公測

### 臺灣、香港、澳門
2018年2月26日，台湾证券交易所上市公司隆中网络宣布取得《电击文库：零境交错》台湾、香港、澳门三地独家代理权。

於2020年7月15日上午12:00關閉儲值管道，並宣布將於同年8月15日上午12:00正式關閉遊戲伺服器。

## 相关歌曲

### 主题曲
2018年1月10日，《电击文库：零境交错》官方发布游戏宣传曲《SEEK》歌曲试听版本，并公开了歌曲的staff表。
- 歌手：CAO（中村歌織）
- 作词：金子麻友美（日语：金子麻友美）
- 作曲：深澤祐貴
- 編曲：水島康貴（日语：水島康貴）

### Fall in love
《Fall in love》是《电击文库：零境交错》“恋之主题曲”，该首歌曲于2018年5月20日在上海Comicup魔都同人祭（简称“CP22”）展会上正式发行。
现官方已在其微信公众号发布了该首歌曲的完整版试听版本及日文、中文歌词。《Fall in love》由永塚健登负责作曲和日文版歌词作词。
2018年6月23日，《电击文库:零境交错》的官方发布了恋之主题曲的PV。

## 授权作品

### 电击文库
以下為授權自电击文库的作品：
- 《刀劍神域》
- 《加速世界》
- 《魔法禁書目錄》
- 《境界線上的地平線》
- 《噬血狂襲》
- 《灼眼的夏娜》
- 《黑色子彈》
- 《無頭騎士異聞錄 DuRaRaRa!!》
- 《狼與辛香料》
- 《打工吧！魔王大人》
- 《魔法科高中的劣等生》
- 《從零開始的魔法書》
- 《奇諾之旅》
- 《櫻花莊的寵物女孩》
- 《虎與龍》
- 《刀劍神域外傳 Gun Gale Online》
- 《重裝武器》
- 《幻影死神》
- 《撲殺天使朵庫蘿》
- 《我的妹妹哪有這麼可愛！》
- 《伊里野的天空、UFO的夏天》
- 《青春紀行》
- 《蘿球社！》
- 《線上遊戲的老婆不可能是女生？》
- 《電波女&青春男》

### SEGA
- 《战场女武神》